# Свет (Челябинская область)
Свет — посёлок в Кизильском районе Челябинской области России. Входит в состав Кацбахского сельского поселения.

## География
Посёлок находится на юге региона, в пределах юго-восточных предгорий Южного Урала, в степной зоне, на левом берегу реки Сухой, на расстоянии 65 километров по прямой к северо-востоку от села Кизильского, административного центра района.
Уличная сеть посёлка состоит из двух улиц: Горная и Зелёная.
Абсолютная высота 385 метров над уровнем моря.
Климат
Климат резко континентальный с сухим жарким летом и суровой зимой. Среднегодовое количество осадков: 266 мм. Средняя температура самого холодного месяца января составляет −17,9 °С, самого тёплого месяца июля — +19,9 °С.

## Население
| 2002 | 2010 |
| ---- | ---- |
| 89   | ↘51  |

Гендерный состав
По данным Всероссийской переписи населения 2010 года в гендерной структуре населения мужчины составляли 56,9 %, женщины — 43,1 %.
Национальный состав
Согласно результатам переписи 2002 года, в национальной структуре населения казахи составляли 79 %.

## Транспорт
Подходят автомобильные дороги общего пользования регионального значения: 75К-566 Кацбахский — Свет и 75К-402 Снежный — Песчанка — Свет.